# 深圳大运中心
深圳世界大学生运动会体育中心，简称深圳大运中心或龙岗大运中心，位于中国广东省深圳市东北部、龙岗区中心西部，鄰近香港中文大學（深圳）（前大運文化園），占地约87.4公顷，总建筑面积29万平方米，总投资约42亿元人民币。因作为2011年第26届世界大学生夏季运动会的主场馆区而得名，是深圳市目前最大的体育场馆。

## 历史
深圳大运中心于2004年确定选址，2006年开展大型国际设计邀请赛，德国GMP建筑事务所的设计方案最终中标，2006年12月12日举行奠基典礼，2007年8月正式开工建设，2011年3月24日通过竣工验收。大运中心在第26届世界大学生夏季运动会期间承办了田径、游泳、篮球等3大项、92小项、合共166场赛事，产生了92块金牌，占本届运动会金牌总数的三分之一。
2013年1月31日，龙岗区政府将大运中心交由佳兆业集团以总运营商身份进行运营管理。2020年12月，兆业文体科技集团通过公开招投标，获得深圳大运中心配套建设项目投资建设及运营权，运营期22年。2021年1月11日，“中国国家田径队深圳龙岗训练基地”落户大运中心。2022年5月，由于原运营商出现资金不足等问题，龙岗区政府计划引入新的运营商，对大运中心进行二次开发，2022年11月10日，华润集团旗下子公司以5.72亿元中标，成为大运中心新运营商。2024年7月28日，位于主体育场和体育馆中间、由华润万象生活运营的商业配套综合体“深圳·大运天地”正式开业。

## 建筑
深圳大运中心主体为呈三角形分布的“一场两馆”（主体育场、体育馆、游泳馆），外观如三座晶莹剔透的“水晶石”，所有体育场馆通过一个人工湖带状水系相连，其余还包括全民健身广场、体育综合服务区、新闻指挥中心等配套设施。该项目获2012-2013年度中国建设工程鲁班奖（国家优质工程）。
- 主体育场：采用国际首创的单层折面空间网格结构，拥有超过6万个座位，包括一个标准足球场以及拥有国际田联一级认证的田径场地。
- 体育馆：由主馆及北侧2片热身馆组成，主馆场高30.5米，建筑面积7.34万平方米，采用大跨度单层折面空间网格钢结构，可容纳观众1.8万人，是全国规模最大的体育馆之一。
- 游泳馆：分地下2层、地上1层，建筑高度为23.5米，馆内设有观众座位3000多个。

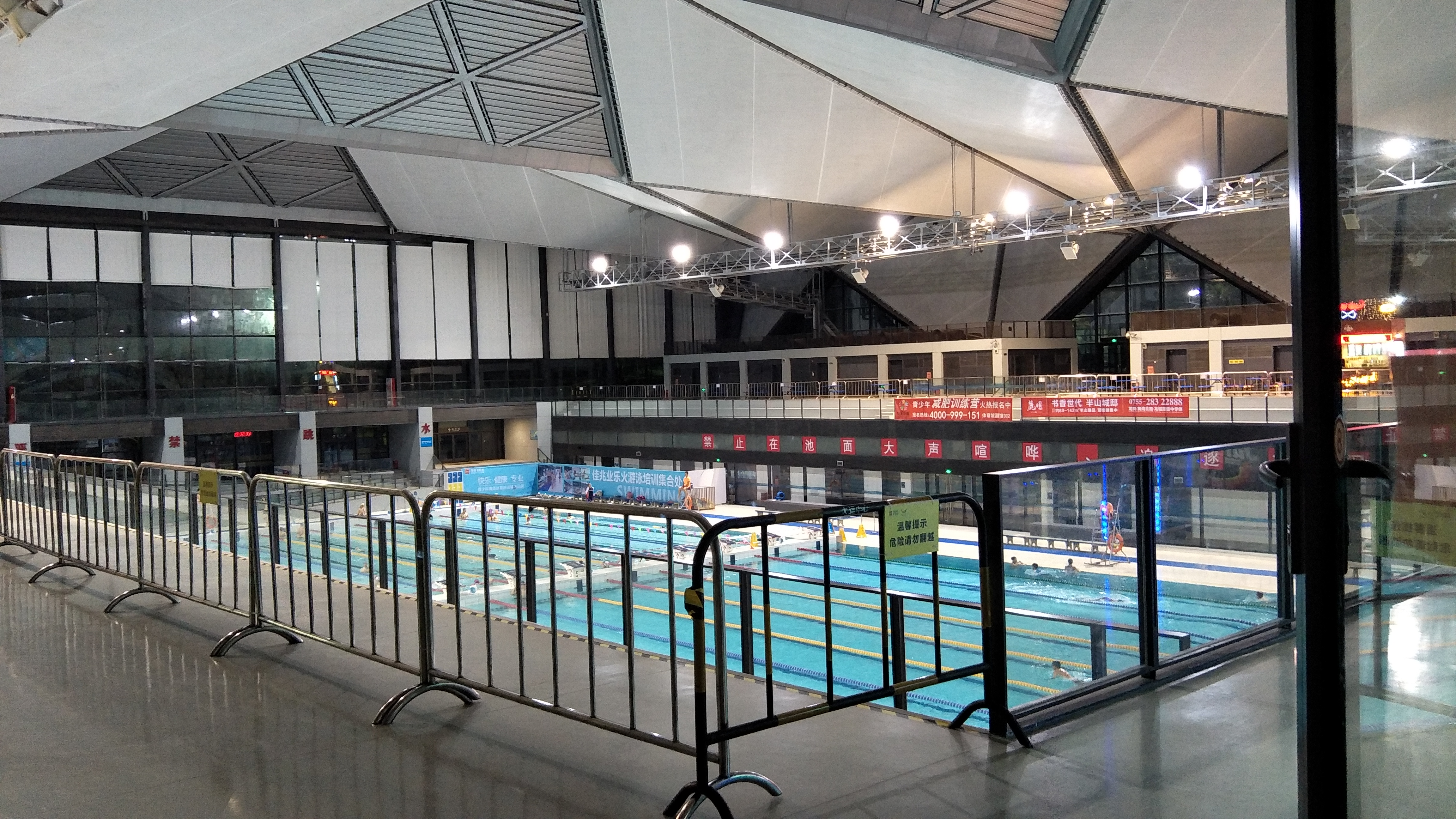
游泳馆内部

## 主要活動
龍崗大運中心體育場經常作為各類演出及商業演唱會及體育的舉辦場地。

### 體育比賽
以下只列出主要赛事

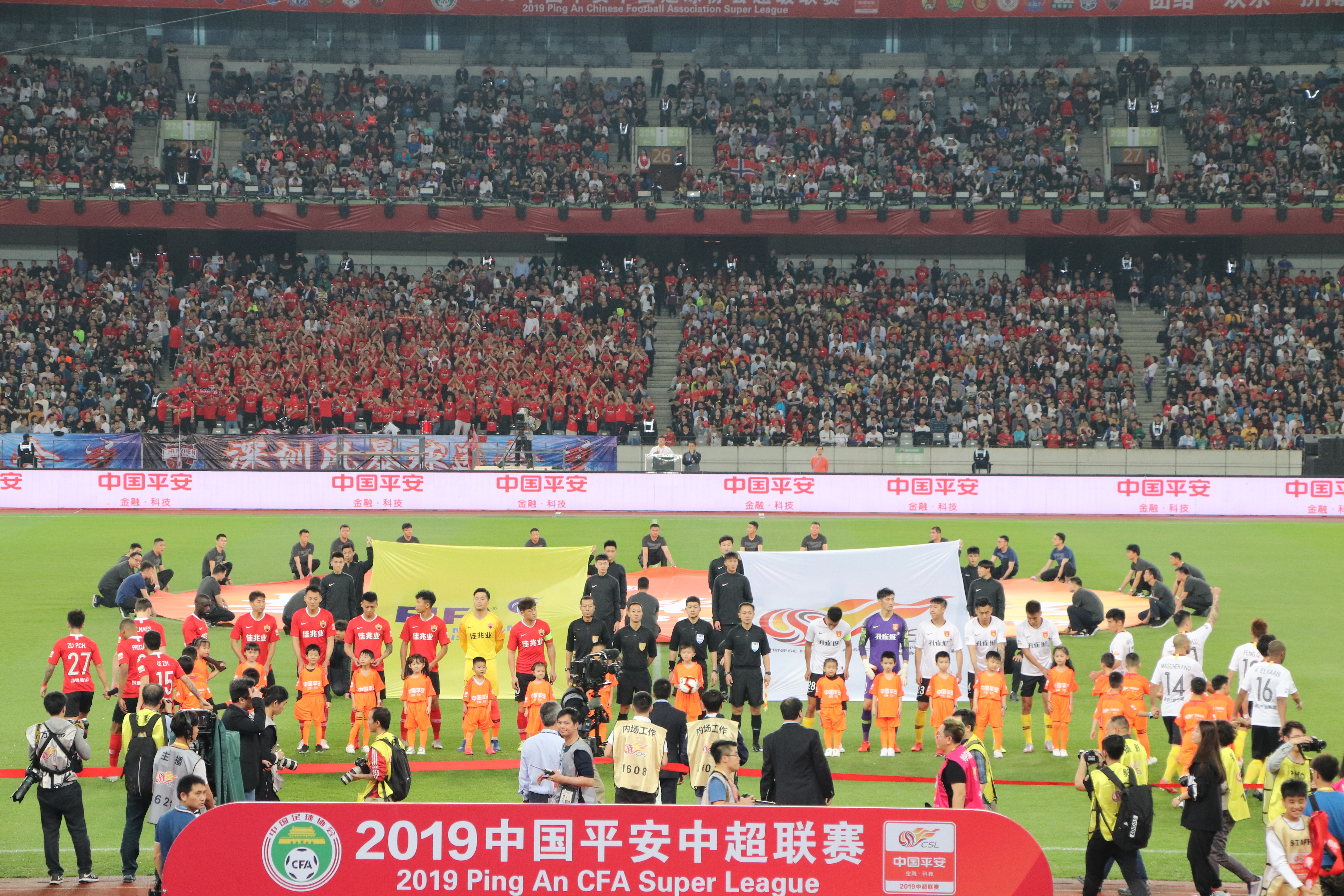
中超联赛，深圳佳兆业在大运中心运动场对阵河北华夏幸福

- 因深圳体育场改造，深圳大运中心遂成2019年赛季深圳足球俱乐部深圳佳兆业队主场，其体育场承担深足当年所有中超及足协杯主场比赛。
- 深圳大运中心也为CBA深圳新世纪篮球俱乐部马可波罗队主场，其体育馆承担其自2015年后所有CBA主场比赛。
- 2015年、2017-2019年NBA中国赛深圳站
- 2015年、2016年、2017年国际冠军杯中国区部分场次
- 2018年NHL中国赛深圳站,卡尔加里火焰队VS波士顿棕熊队
- 2018年国际篮联篮球世界杯预选赛：中国VS韩国
- 2018年、2019年法国超级杯
- 2019年国际超级杯部分场次
- 2019年加拿大女子冰球联赛部分场次
- 2023年國際冰聯女子冰球世錦賽 (甲級A組)
- 2024年荣耀巡回赛（利雅得胜利 vs 上海申花、浙江队，无限延期）

此外，自2015年起举办的深圳龙岗半程马拉松赛，均以此地为起点。

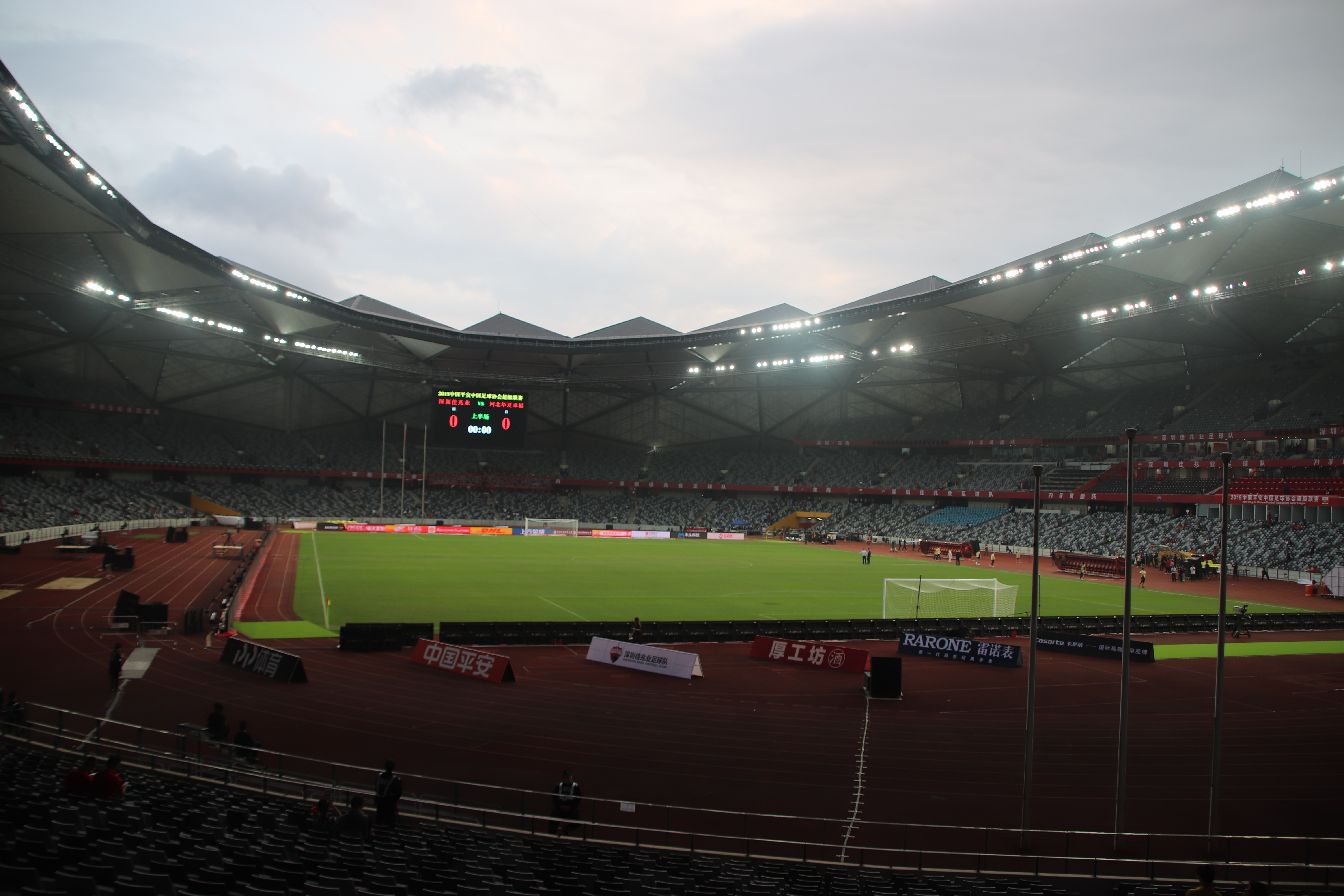
大运中心体育场内部

## 交通
- 深圳地铁大运中心站